# Vasilij Ivanovič Andrianov
Vasilij Ivanovič Andrianov (rusko Васи́лий Ива́нович Андриа́нов), sovjetski letalski častnik, vojaški pilot in letalski as, * 12. avgust 1920, vas Ivanisovo, Tverska gubernija, Sovjetska Rusija (danes Rusija), † 4. maj 1999, Moskva, Rusija.
Andrianov je v svoji vojaški karieri dosegel 6 zračnih zmag.

## Življenje
Julija 1943 je bil dodeljen 667. jurišnemu letalskemu polku.
Nato je bil premeščen v 141. jurišni letalski polk, kjer je postal poveljnik eskadrilje.
Konec druge svetovne vojne je dočakal v 32. gardnem jurišnem letalskem polku.
Opravil je 177 bojnih poletov in sodeloval v 37 zračnih bojih; letel je z jurišnikom Iljušin Il-2.

## Odlikovanja
- heroj Sovjetske zveze (2x)